# Vågbrytare

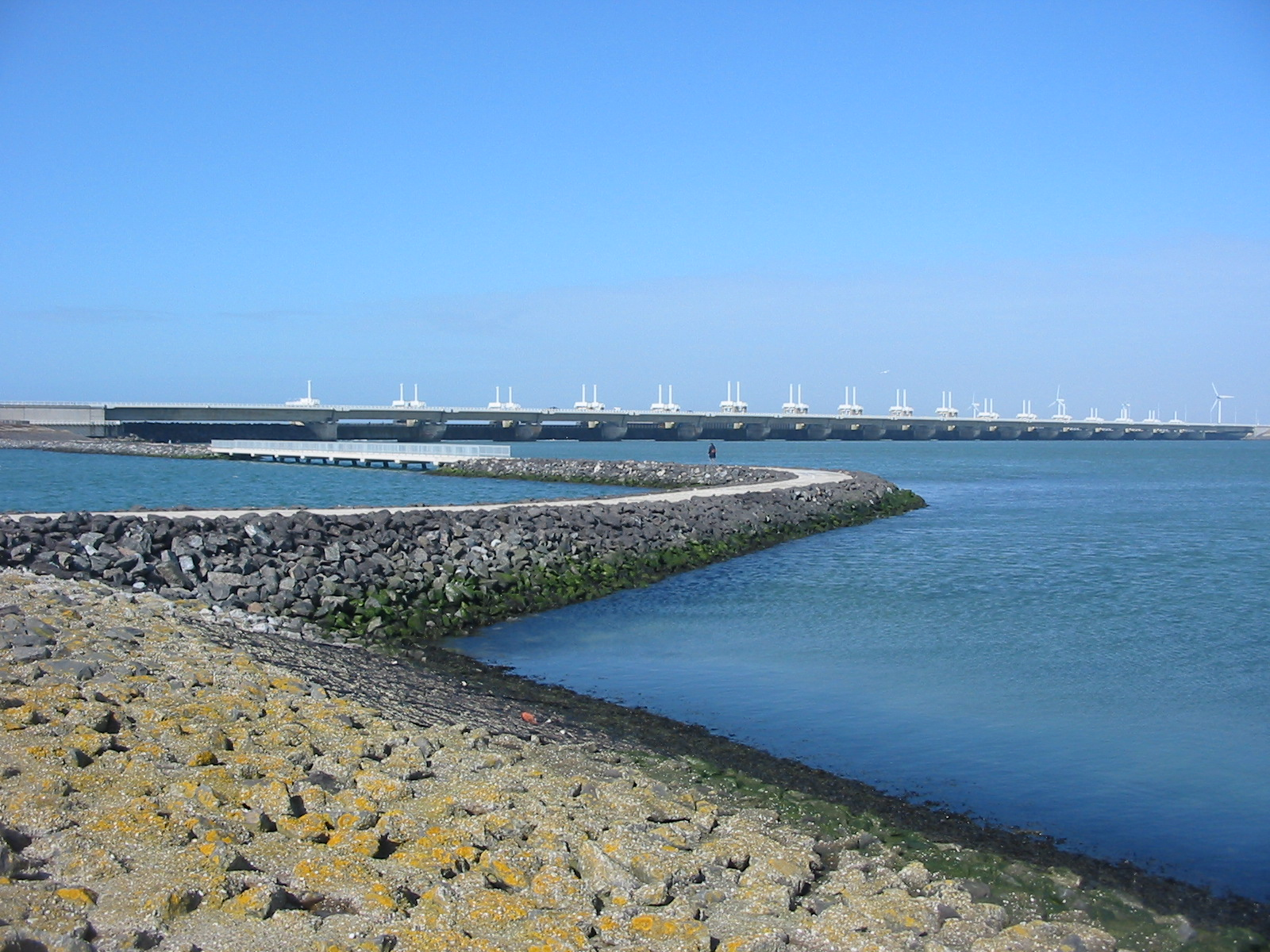
Vågbrytare vid kusten i Nederländerna

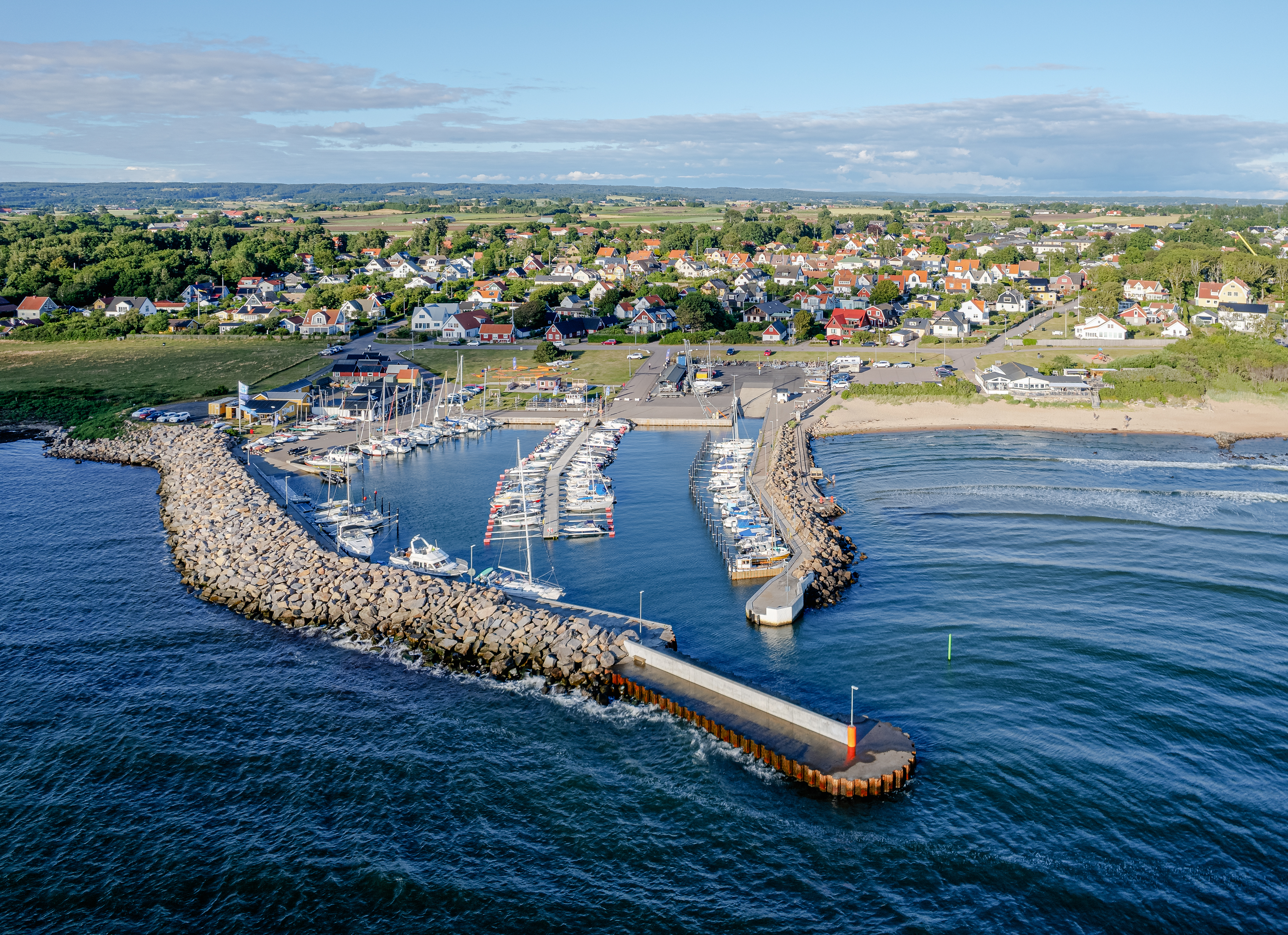
Småbåtshamnen i Vejbystrand ligger i skydd mellan två vågbrytare.

Vågbrytare är en utfyllnad som byggts upp för att skydda hamnar, broar (bland annat pontonbroar) eller del av kusten från havsvågor. Vågbrytare finns vanligtvis som en yttre barriär vid inloppet till hamnar. En annan form av vågbrytare är en pir.
Vågbrytare byggs genom utfyllnad av sjöbotten med sand, grus och sten på vilket det placeras en stadig och kraftig konstruktion av trä, stensättning eller betong som ska motstå påfrestningarna från vågor och is (där isläggning förekommer).